# گمینا دومینووو
گمینا دومینووو (به لهستانی:  Gmina Dominowo) یک گمینا در لهستان است که در شهرستان شرودا ویلکوپولسکا واقع شده‌است. گمینا دومینووو ۷۹٫۳۲ کیلومتر مربع مساحت و ۲٬۸۲۹ نفر جمعیت دارد.